# Rhyacophila nakagawai
Rhyacophila nakagawai là một loài Trichoptera trong họ Rhyacophilidae. Chúng phân bố ở miền Cổ bắc.